# Estación Pensilvania (1910-1963)
Estación Pensilvania (en inglés, Pennsylvania Station), a menudo abreviada como Penn Station, fue una histórica estación ferroviaria en Nueva York, llamada así por el Ferrocarril de Pensilvania (PRR), su constructor e inquilino original. La estación ocupaba una parcela de 3 ha delimitada por las avenidas Séptima y Octava y las calles 31 y 33 en Midtown Manhattan. Como la terminal compartía su nombre con varias estaciones en otras ciudades, a veces se la llamaba Estación Pensilvania New York.
El inmueble fue diseñado por el estudio de arquitectura McKim, Mead y White y se completó en 1910, lo que permitió por primera vez acceder a Nueva York por tren desde el sur. Su edificio principal y el cobertizo del tren se consideraron una obra maestra del estilo Beaux-Arts y una de las grandes obras arquitectónicas de Nueva York. La estación tenía 11 plataformas que servían a 21 vías, aproximadamente en el mismo diseño que la Estación Pensilvania actual. El edificio original fue una de las primeras estaciones con salas de espera separadas para los pasajeros que llegaban y salían, y cuando se construyeron, se encontraban entre los espacios públicos más grandes de la ciudad.
El tráfico de pasajeros comenzó a disminuir tras la Segunda Guerra Mundial y, en los años 1950, el Ferrocarril de Pensilvania vendió los derechos aéreos de la propiedad y redujo la estación. En 1963 el edificio principal y el cobertizo del tren fueron demolidos, una pérdida que impulsó el movimiento moderno de preservación histórica en los Estados Unidos. Durante los siguientes seis años, los vestíbulos subterráneos y las áreas de espera se convirtieron en la moderna Estación Pensilvania, mientras que el Madison Square Garden y Pennsylvania Plaza se construyeron sobre ellos. De la estación original solo quedan las plataformas y las vías subterráneas, así como artefactos dispersos en el entresuelo.

## Diseño
El edificio original ocupaba dos cuadras de la ciudad desde la Séptima hasta la Octava avenidas y desde la calle 31 hasta la 33, y fue diseñado por McKim, Mead & White. El plan general fue creado por Charles Follen McKim. Después de que la salud de McKim empeorara, William Symmes Richardson supervisó la finalización del diseño, mientras que Teunis J. Van Der Bent supervisó la ingeniería. Cubriendo un área de aproximadamente 3 ha, tenía frentes de 240 m a lo largo de las calles laterales y 132 m de largo a lo largo de las avenidas principales. El terreno ocupaba unos 244 m sobre las calles 31 y 33.
Durante la construcción se excavaron más de 2 293 665 m³ de tierra. La estructura original estaba hecha de 13 875 m³ de granito rosa, 1699 m³ de piedra interior, 24 494 t de acero, 43 545 t de ladrillo, y 30 000 focos. El edificio tenía una altura promedio de 21 m sobre la calle, aunque su altura máxima era de 47 m Unos 10 ha de vía rodeada de la Estación Pensilvania. En el momento de la finalización de la Estación Pensilvania, The New York Times lo llamó "el edificio más grande del mundo jamás construido al mismo tiempo".

### Exterior

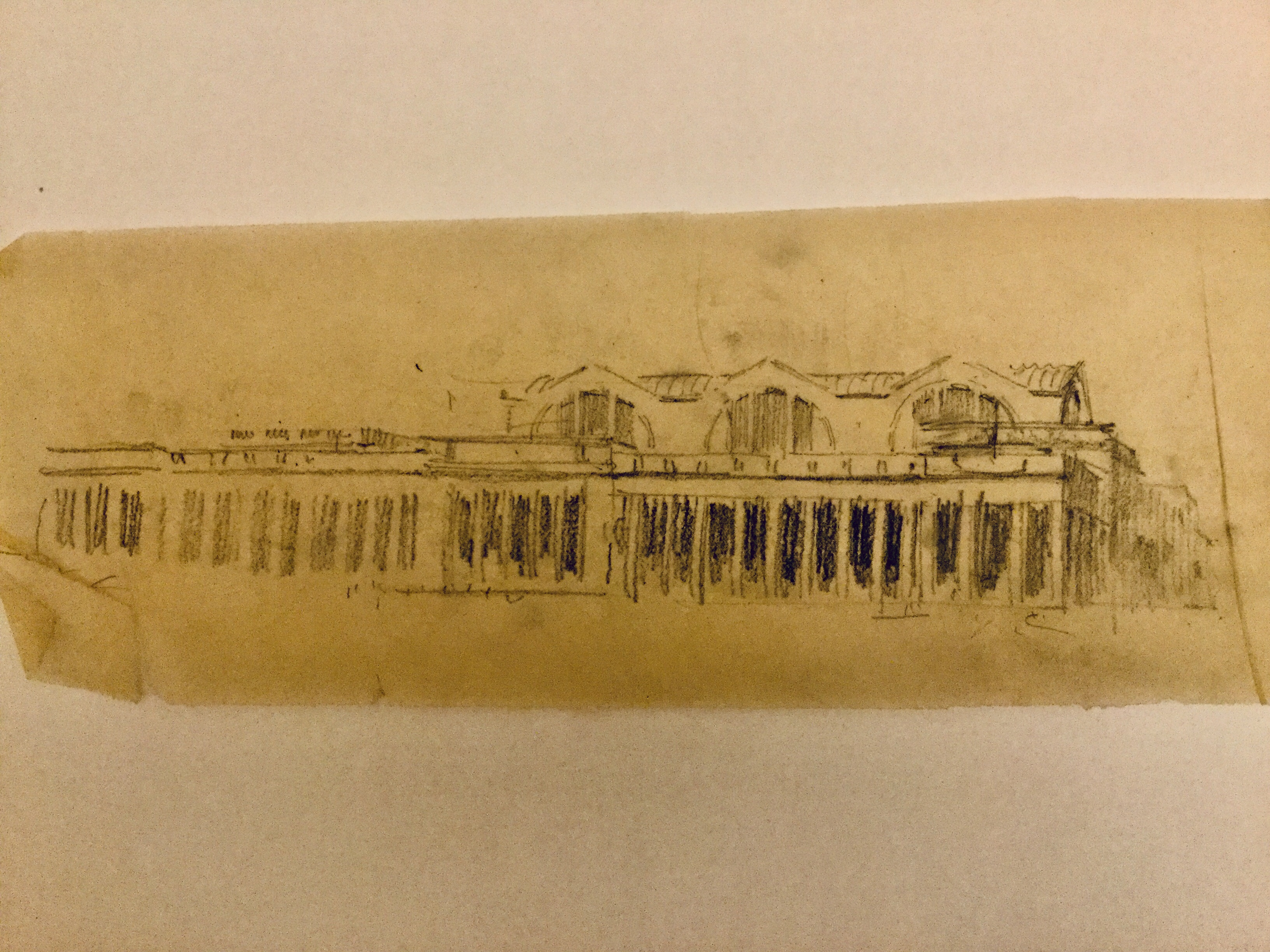
Un boceto de la Estación Pensilvania elaborado por McKim, Mead & White

El exterior estaba marcado por columnatas de columnas romanas sin estrías de estilo dórico. Estas se modelaron a partir de hitos como la Acrópolis de Atenas. El resto de la fachada se inspiró en la Plaza de San Pedro en El Vaticano, así como en la sede del Banco de Inglaterra. Las columnatas encarnaban la integración sofisticada de múltiples funciones y la circulación de personas y mercancías. Tenían una orientación fuertemente horizontal, interrumpidas únicamente por las lunetas y el techo de la sala de espera. La ornamentación fue intencionalmente simple, con énfasis en la "unidad y simplicidad" de las partes. El techo estaba hecho de aleación monel, un producto Inco.

#### Entradas y columnatas
El edificio tenía entradas por los cuatro costados. La entrada principal y también la más elaborada estaba en la intersección de la Séptima Avenida y la calle 32, en el centro de la fachada. Encima de esta, a 19 m de altura sobre la acera, había un reloj de 2,1 m. Se colocaron dos placas sobre la entrada de la arcada. Una placa tenía inscripciones de los nombres de las personas que habían dirigido el proyecto de extensión del túnel de Nueva York, y la otra incluía tallas de fechas de franquicias y los nombres de los contratistas
En las esquinas noreste y sureste había dos calzadas de 19,2 m que, siguiendo el modelo de la Puerta de Brandeburgo de Berlín, conducían a los dos ferrocarriles de la estación. La calzada que salía del norte servía a los trenes LIRR, y la que salía del sur, a los PRR. Los muros de cada calzada estaban flanqueados por pilastras a lo largo de una distancia de 85 m Las rampas atravesaban las calzadas y conducían a la sala de espera y al vestíbulo. Las calzadas descendían a la explanada de salida en el medio de la estación. Desde allí, los vehículos podrían ir hasta la entrega de equipaje en el extremo este, o bien regresar a la Séptima Avenida. Un pasaje separado a lo largo del costado sur transportaba equipaje hasta la Octava Avenida.
Se utilizó una columnata abierta a lo largo de las fachadas norte, este y sur. La de la fachada este era de estilo dórico. Las partes más orientales de las fachadas norte y sur, adyacentes a las calzadas, también tenían columnatas a lo largo de un trayecto de 70,1 m. Cada columna medía 11 m de alto por 1 m de ancho. El resto de la fachada tenía pilastras en lugar de columnas. Una sección de 13,7 m de la fachada de la Octava Avenida se dividió en tres grandes vanos, que comprendían una gran entrada trasera al vestíbulo principal.
La estación tenía cuatro parejas de esculturas diseñadas por Adolph Weinman, tituladas Day y Night (Día y Noche), cuyas figuras estaban basadas en la modelo Audrey Munson y flanqueban grandes relojes en la parte superior de cada fachada. Day y Night estaban acompañadas de dos pequeñas águilas de piedra cada una.

### Interior

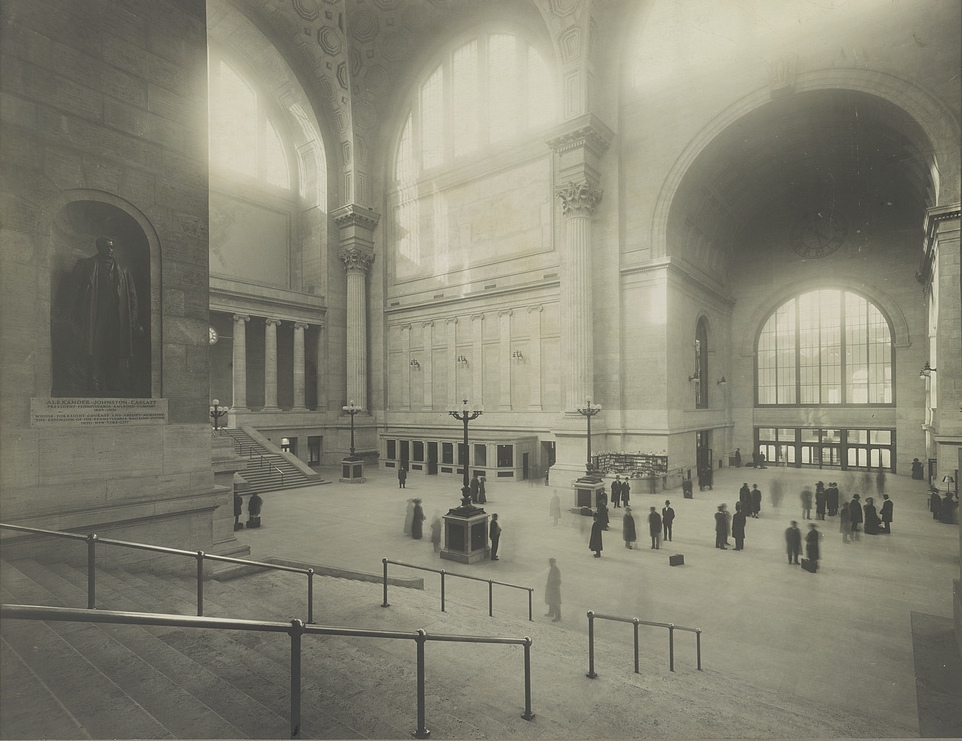
La sala de espera principal, c. 1911, con estatua de bronce del presidente de PRR, Alexander Johnston Cassatt, en un nicho a la izquierda

La Estación Pensilvania era el mayor espacio interior de Nueva York y uno de los más grandes del mundo. Un artículo de la edición de abril de 2007 del Baltimore Sun la describió como "una declaración corporativa tan grandiosa en piedra, vidrio y escultura como uno podría imaginar". La historiadora Jill Jonnes dijo que era un "gran templo dórico para el transporte".

#### Arcada de entrada
La entrada principal en la Séptima Avenida llevaba a una galería comercial que conducía hacia el oeste a la estación La arcada medía 14 m de ancho por 69 m de largo, con un ancho similar a la calle 32. Cassatt modeló la sala de juegos a partir de las de Milán y Nápoles, llenándola de boutiques y tiendas de lujo. En el extremo occidental de la arcada, una estatua de Alexander Johnston Cassatt se alzaba en un nicho en el muro norte donde unas escaleras de 12,2 m las descendían a una sala de espera. También había una estatua del presidente de PRR, Samuel Rea, justo enfrente de la de Cassatt, en el muro sur, que se instaló en 1930.

#### La sala de espera principal
La amplia sala de espera iba desde la calle 31 hasta la 33 y tenía servicios para los viajeros, como bancos largos, salones para fumadores para hombres y mujeres, quioscos de periódicos, cabinas de teléfono y telégrafo y ventanillas para equipaje. La sala de espera principal se inspiró en estructuras romanas como las termas de Caracalla, Diocleciano y Tito. La habitación medía 95,8 m de largo, 33,1 m de ancho y 46 m de alto. A ambos lados había salas de espera adicionales para hombres y mujeres, cada una de 30,5 por 17,7 m.
La habitación tenía una escala similar a la de la Basílica de San Pedro en Roma. Los muros inferiores eran de travertino, mientras que los superiores se expresaban en un entramado de acero revestido de yeso, decorados a semejanza de los inferiores. El travertino se obtuvo en la localidad de Campagna, al sur de Italia. El techo estaba sostenido por columnas corintias de 18 m sobre pedestales. Había asimismo tres ventanas semicirculares en la parte superior de las paredes de la sala de espera; cada uno tenía un radio de 11,7 m El artista Jules Guérin recibió el encargo de crear seis murales para la sala de espera, cada uno de más de 30 m de altura.

#### Concursos

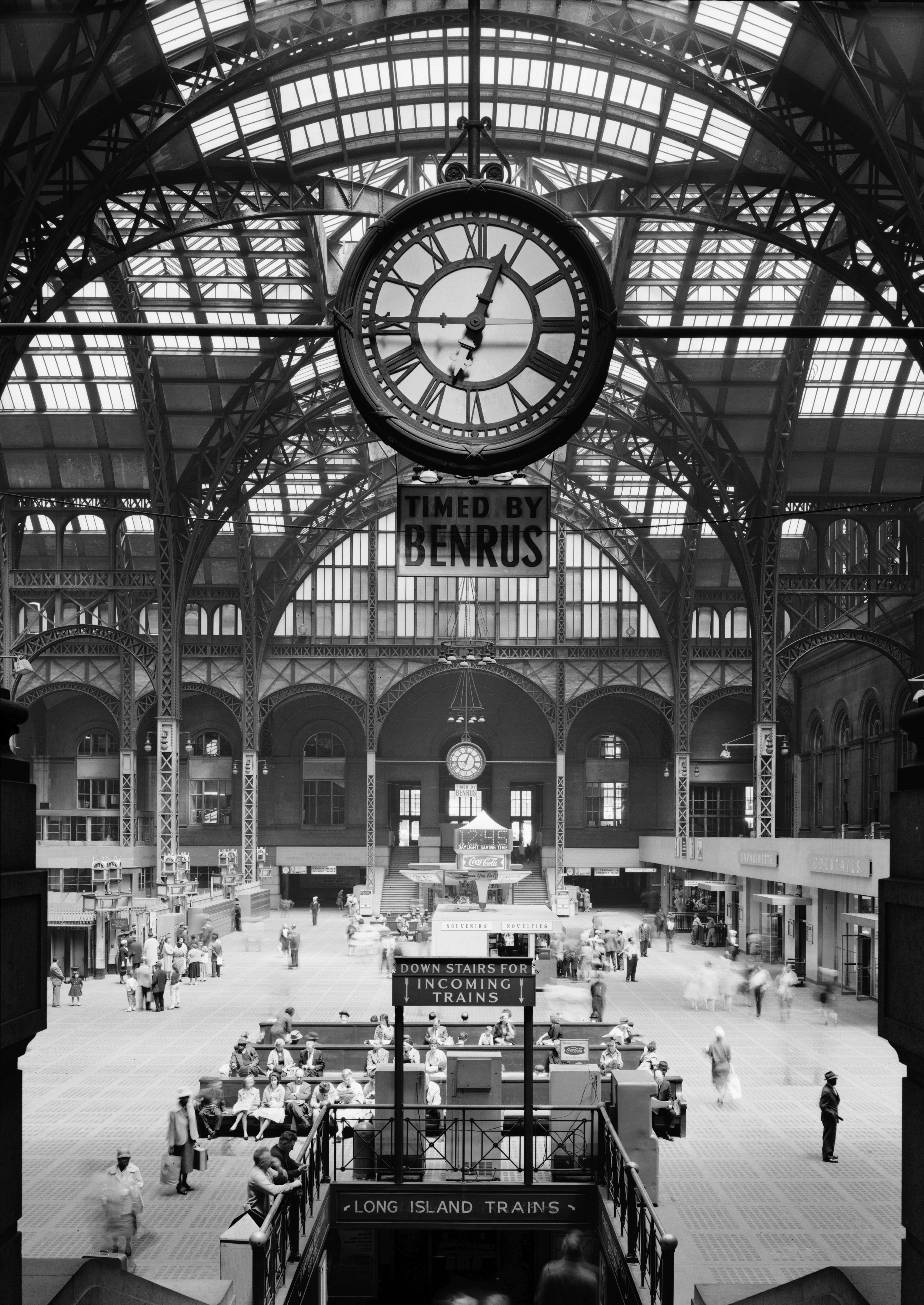
El gran reloj debajo de la cúpula de cristal en el vestíbulo principal.

La Estación Pensilvania fue una de las primeras terminales ferroviarias en separar a los pasajeros que llegaban y los que partían en dos vestíbulos. Directamente contigua a la sala de espera estaba el área principal de la explanada para los pasajeros que salían, con escaleras que daban directamente a cada andén. El área de piso de la explanada principal se citó de diversas formas con medidas de 95,8 por 61,0 m o 63,4 por 96,0 m Estaba cubierta por bóvedas de vidrio sostenidas por un marco de acero simple. El techo de cristal medía 64,0 por 103,6 m. McKim quería dar "una transición apropiada" entre la naturaleza decorada de la sala de espera y el diseño utilitario de las vías de abajo. En consecuencia, después de determinar la forma general de las bóvedas, Purdy y Henderson diseñaron la estructura de acero, que era más ligera en la parte superior.

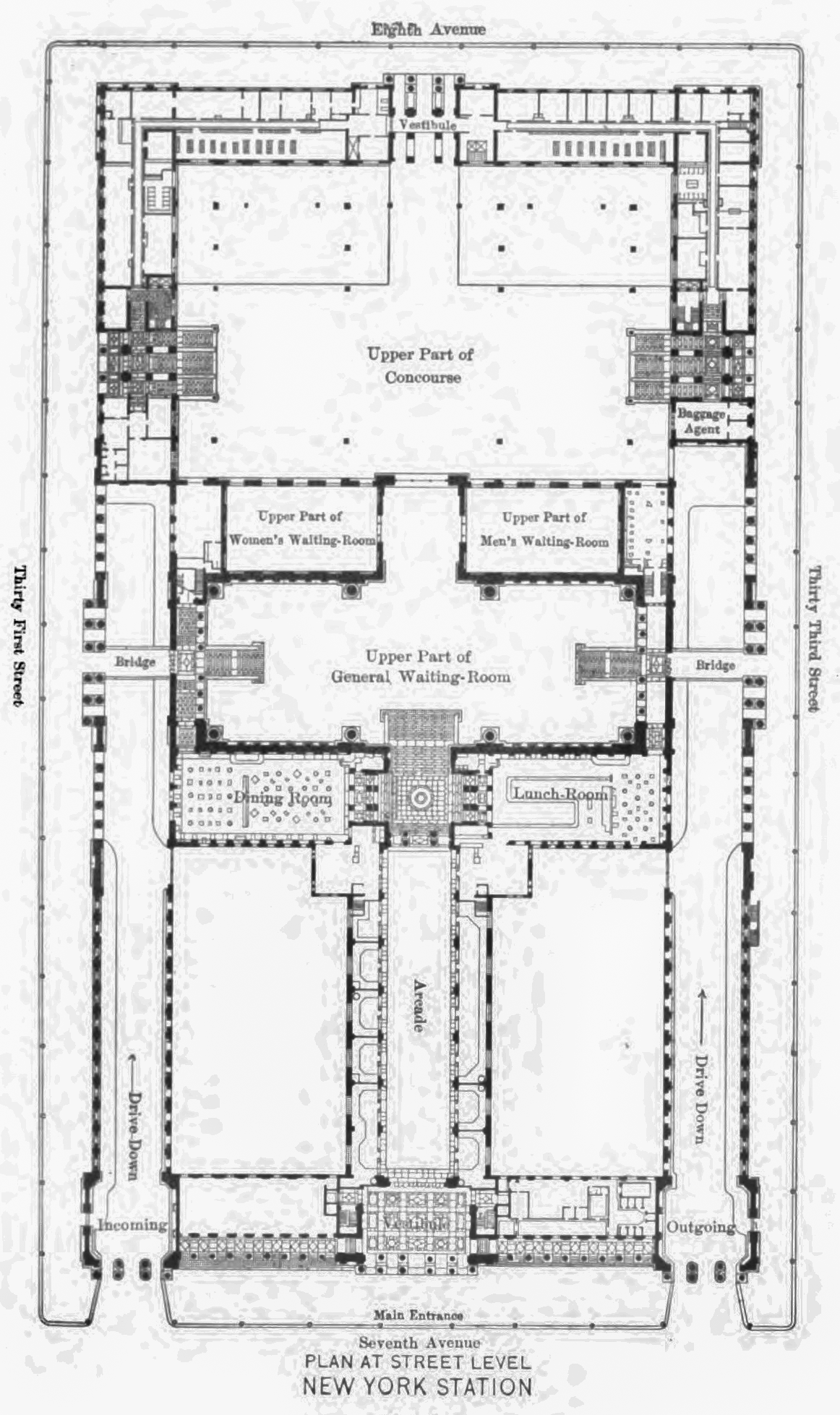
Plano de planta a pie de calle

Los viajeros del LIRR también podrían usar una entrada en el lado norte, a lo largo de la calle 34. El vestíbulo de pasajeros del LIRR tenía 5 m por encima de las vías. Había un entrepiso adicional debajo del vestíbulo principal y la sala de espera para los pasajeros que llegaban; tenía dos vestíbulos más pequeños, uno para cada ferrocarril. El entrepiso norte más pequeño, utilizado por el LIRR, se conectaba a las plataformas del LIRR a través de escaleras cortas y a la entrada de la calle 34 a través de escaleras mecánicas. El entrepiso sur más pequeño, utilizado por el PRR, tenía escaleras y ascensores entre las plataformas del PRR y el nivel de la explanada principal y la sala de espera.
Corriendo de norte a sur había una explanada de salida separada, que medía 18 m ancho. Este vestíbulo conducía a las calles 31 y 33 y posteriormente se conectó con las estaciones de metro en las avenidas Séptima y Octava. Dos escaleras y un ascensor conducían a la explanada de salida de cada plataforma.

#### Plataformas y pistas
Las pistas se citaron de diversas formas como de 11 m o 14 m bajo tierra. A nivel de plataforma, había 21 pistas sirviendo a 11 plataformas. Los trenes LIRR tenían uso exclusivo de las cuatro vías más al norte de la estación, mientras que al PRR se le asignaban exclusivamente las vías más al sur. Los dos ferrocarriles compartían las vías centrales según fuera necesario. Un estimado 6 km de vías de almacenamiento dentro y alrededor de la estación podría almacenar hasta 386 vagones de tren. La estación tenía 25 ascensores para equipaje y pasajeros. Los patios de almacenamiento estaban ubicados entre las avenidas Novena y Décima en un corte que luego fue cubierto y construido. La estructura superior estaba sostenida por 650 columnas de acero, cada una de las cuales soportaba un peso de hasta 1504 t.
Al este de la estación, las vías 5-21 se fusionaron en dos túneles de tres vías, que luego se fusionaron en las cuatro vías de East River Tunnels. Al oeste de la estación, aproximadamente en la Novena Avenida, las 21 vías se fusionaron con las dos vías de North River Tunnels. Las vías 1 a 4, las vías más al sur de la estación, terminaban en bloques de parachoques en el extremo este de la estación, por lo que solo podían ser utilizadas por trenes desde Nueva Jersey. Cuatro torres de cambio, con letras de la A a la D, controlaban los movimientos del tren alrededor de la estación. La torre de interruptores principal era la Torre A, ubicada entre las avenidas Octava y Novena; todavía existe, aunque ahora se encuentra debajo de la oficina de correos de Farley.

## Historia

### Planificación

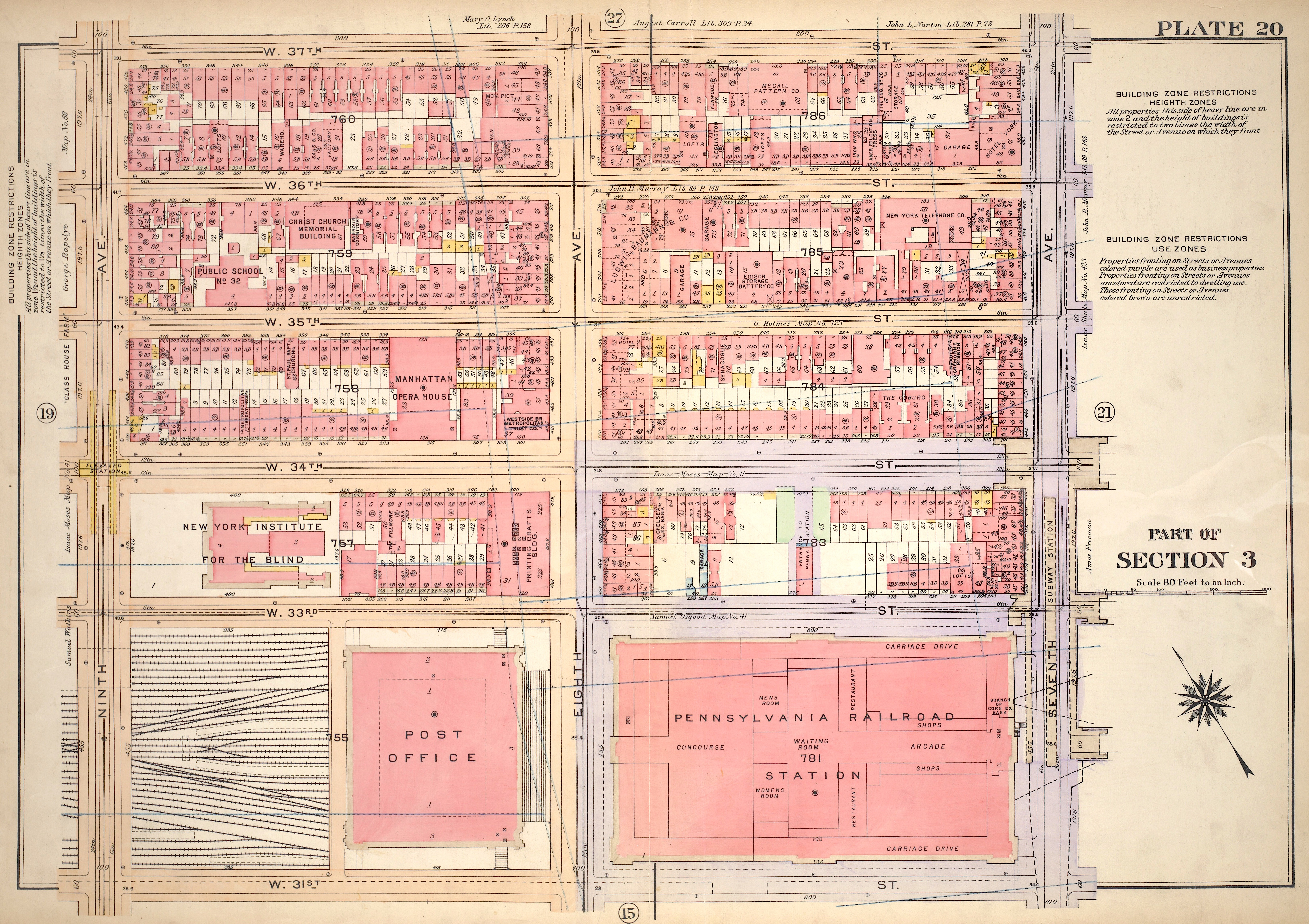
Estación de Pensilvania, figura 20 de: Bromley, George W. y Bromley, Walter S. Atlas of the City of New York Borough of Manhattan. Volume Two. (Filadelfia: GW Bromley and Co., 1920)

Hasta principios del siglo XX, la red ferroviaria del Ferrocarril de Pensilvania (PRR) terminaba en el lado occidental del río Hudson, en la estación Exchange Place en Jersey City. En el tramo final del viaje, los pasajeros con destino a Manhattan cruzaban el Hudson en transbordadores. La línea rival del Ferrocarril Central de Nueva York (NYC) transportaba pasajeros desde Hudson Valley en el norte de la ciudad, corría a lo largo de Park Avenue en Manhattan y terminaba en Grand Central Depot (más tarde Grand Central Terminal) en la calle 42 y Park Avenue.

#### Primeras propuestas
A fines del siglo XIX hubo muchas propuestas para construir una vía ferroviaria que cruzara el Hudson, pero estas no prosperaron debido a los pánicos financieros en los años 1870 y 1890. En cualquier caso, ninguna de las propuestas presentadas durante ese lapso se consideró factible. El PRR planteó la posibilidad construir un puente ferroviario sobre el río Hudson, pero el estado de Nueva York insistió en que el proyecto tendría que realizarse junto con otros ferrocarriles de Nueva Jersey, que sin embargo no estaban interesados. La alternativa era hacer un túnel bajo Hudson, pero las locomotoras de vapor no podrían usarlo debido a la cantidad de humo que allí se acumularía, y también a que la Legislatura de Nueva York las prohibió en Manhattan el 1 de julio de 1908.
La idea de un centro ferroviario de Midtown se formuló por primera vez en 1901, cuando el Ferrocarril de Pensilvania se interesó en un nuevo enfoque ferroviario recientemente completado en París. En el esquema del ferrocarril parisino, las locomotoras eléctricas fueron sustituidas por locomotoras de vapor antes del acercamiento final a la ciudad. El presidente de PRR, Alexander Johnston Cassatt, adaptó este método para el área de Nueva York en la forma del proyecto de extensión del túnel de Nueva York. Creó y dirigió el esfuerzo de planificación general para ello. El PRR, que había estado trabajando con Ferrocarril de Long Island (LIRR, por su sigla en inglés) en los planes de extensión del túnel, hizo planes para adquirir el control mayoritario del LIRR para que se pudiera construir una nueva terminal en Manhattan, en lugar de dos. El proyecto consistía en incluir la estación Penn de Nueva York; North River Tunnels, cruzando el río Hudson hacia el oeste; y East River Tunnels, cruzando el East River hacia el este.
La propuesta original para la terminal, que se publicó en junio de 1901, requería la construcción de un puente sobre el río Hudson entre las calles 45 y 50 en Manhattan, así como dos terminales estrechamente espaciadas para LIRR y PRR. Esto permitiría a los pasajeros viajar entre Long Island y Nueva Jersey sin tener que cambiar de tren. En diciembre de 1901, los planes se modificaron para que el PRR construyera los túneles del río Norte debajo del río Hudson, en lugar de un puente sobre él. El PRR citó los costos y el valor de la tierra como una razón para construir un túnel en lugar de un puente, ya que el costo de un túnel sería un tercio del de un puente. La Extensión del Túnel de Nueva York recibió rápidamente la oposición de la Junta de Comisionados de Tránsito Rápido de Nueva York, quienes objetaron que no tendrían jurisdicción sobre los nuevos túneles, así como de Interborough Rapid Transit Company, que vio la Extensión del Túnel de Nueva York como una competidor potencial de su servicio de tránsito rápido, aún incompleto. Inicialmente, la ciudad se había negado a otorgar una franquicia al PRR porque los funcionarios de la ciudad creían que el PRR necesitaba otorgar trece concesiones para proteger los intereses de la ciudad; el PRR finalmente accedió a nueve de las solicitudes de la ciudad. El proyecto fue aprobado por la Junta de Concejales de Nueva York en diciembre de 1902 por 41 a 36 votos.

#### Planos aprobados

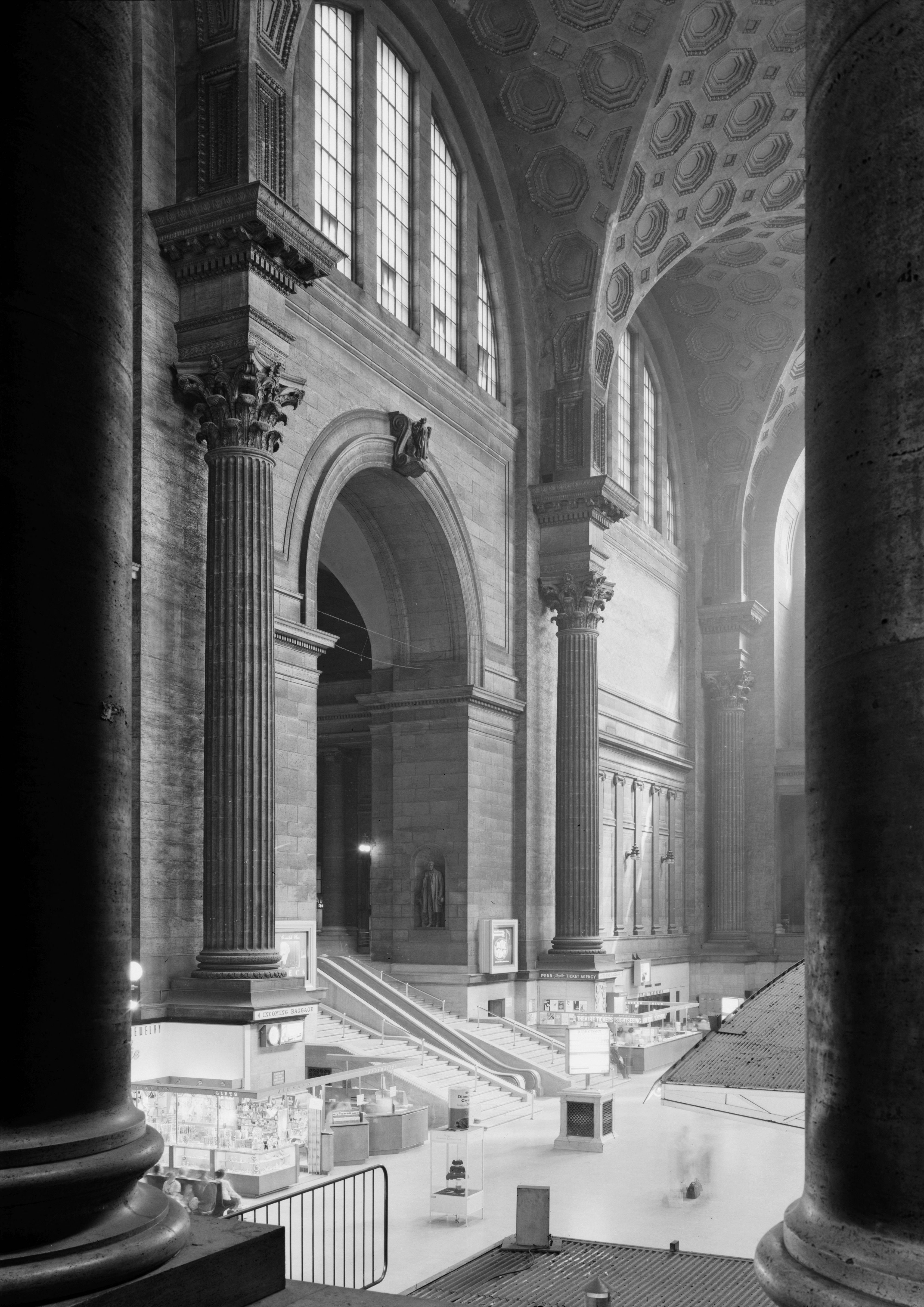
Las columnas corintias de la sala de espera principal

Los planes aprobados en diciembre de 1902 requerían una "inmensa estación de pasajeros" en el lado este de la Octava Avenida entre las calles 31 y 33 en Manhattan. Se esperaba que el proyecto costara más de 100 millones de dólares. El diseño de Cassatt para la estación Penn de Nueva York se inspiró en la Gare d'Orsay, una estación de estilo Beaux-Arts en París, aunque planeó que la nueva terminal fuera el doble de grande.
En un telégrafo de abril de 1902, Cassatt le había pedido a Charles McKim, del estudio de arquitectura de Nueva York McKim, Mead & White, que diseñara la estación. McKim estaba feliz de recibir el encargo, escribiendo a su amigo Daniel Burnham después de que Burnham lo felicitara por el encargo. Aunque las vías iban a ser completamente subterráneas, los planos tenían que parecerse a una estación de tren típica y, al mismo tiempo, servir como una puerta de entrada principal a Nueva York. McKim estudió el papel de los edificios públicos en la Antigua Roma, incluyendo las Termas de Diocleciano. Cassatt y McKim colaboraron estrechamente para definir la estructura de la estación. Su plan original requería una estructura que medía 457,2 m de largo por 152,4 m de ancho, con tres pisos abiertos a pasajeros y 25 vías. Cassatt había querido construir un hotel encima de la estación, pero McKim había rechazado la propuesta, habiéndose opuesto a los edificios de gran altura. Según el escritor de arquitectura Leland Roth, la ausencia del hotel eliminó los ingresos que podrían haber ayudado a la conservación de la estación en años posteriores.
Como parte de la construcción de la terminal, el PRR propuso que el Servicio Postal de los Estados Unidos construyera una oficina de correos frente a la estación en el lado oeste de la Octava Avenida. En febrero de 1903, el gobierno de Estados Unidos aceptó la propuesta del PRR e hizo planes para construir lo que luego se convertiría en la Oficina Postal James Farley, que también fue diseñada por McKim, Mead & White. El PRR también construiría un patio de almacenamiento de trenes en Queens, al este de la Estación Pensilvania, para ser utilizado tanto por los trenes PRR del oeste como por los trenes LIRR del este. La finalidad del patio era almacenar vagones de trenes de pasajeros al inicio o al final de sus viajes, así como invertir el sentido de las locomotoras que tiraban de estos vagones.

### Construcción

#### Adquisición de terrenos y primeros trabajos
Las compras de terrenos para la estación comenzaron a fines de 1901 o principios de 1902. El PRR compró un sitio delimitado por las avenidas Séptima y Novena entre las calles 31 y 33. Este sitio fue elegido sobre otros sitios más al este, como Herald Square, porque estas partes de Manhattan ya estaban congestionadas. La estación Penn propiamente dicha estaría ubicada a lo largo de la parte este del sitio entre la Séptima y la Octava Avenida. El bloque noroeste, delimitado por las avenidas Octava y Novena y las calles 32 y 33, no formaba parte del plan original.
La expropiación de diecisiete edificios de propiedad de la ciudad en el sitio futuro de la terminal, un área de cuatro cuadras, se inició en junio de 1903. Las 304 parcelas dentro del área de cuatro bloques, que eran propiedad colectiva de entre 225 y 250 entidades, habían sido compradas en noviembre de 1903. El PRR compró un terreno al oeste de la Novena Avenida en abril de 1904, de modo que era dueño de todo el terreno entre las Avenidas Séptima y Décima desde la Calle 31 hasta la Calle 33. Este terreno permitiría que el PRR construyera desvíos de ferrocarril adicionales para las vías alrededor de la Estación Pensilvania. El PRR también compró un terreno a lo largo del lado norte de la futura estación entre las calles 33 y 34, de modo que la compañía pudiera crear una pasarela peatonal que condujera directamente a la calle 34, una vía importante que cruza la ciudad. Las propiedades entre las calles 33 y 34 que la PRR había comprado fueron transferidas a la propiedad de la PRR en 1908. Limpiar el sitio implicó "desplazar a miles de residentes de la comunidad mayoritariamente afroamericana en lo que alguna vez se conoció como el distrito Tenderloin en Manhattan".
Los detalles del diseño de la vía se finalizaron en 1904. Ese junio se otorgó un contrato de $ 5 millones para excavar el sitio, lo que marcó el inicio de la construcción. En total, hubo que demoler unos 500 edificios para dar paso a la estación. A principios de 1905, los contratistas estaban instalando granito en los niveles inferiores de la estación y se terminó una central eléctrica adyacente en la calle 31.
Incluso mientras avanzaba la excavación, el gobierno federal todavía estaba decidiendo si construir una oficina de correos al lado de la estación PRR. El PRR planeó entregar los derechos aéreos de los bloques entre las avenidas Octava y Novena al gobierno federal una vez que se completaran las excavaciones. Sin embargo, el PRR seguiría siendo dueño de la tierra debajo de la oficina de correos, lo que llevó a algunos miembros del Congreso a oponerse al plan de la oficina de correos, ya que creían que el gobierno solo poseería "una porción de espacio en el aire" sobre las vías. El administrador de correos de Nueva York, William Russell Willcox, finalmente aprobó la oficina de correos de todos modos. McKim, Mead & White, que había diseñado la Estación Pensilvania, fue seleccionada para diseñar la oficina de correos en 1908. En ese momento, las excavaciones estaban casi terminadas y se estaba colocando el acero estructural para el edificio de la oficina de correos.

#### Finalización y apertura
En junio de 1906, el Ferrocarril de Nueva York, New Haven y Hartford solicitó y recibió una franquicia para operar trenes desde los suburbios del noreste de Nueva York hasta la estación Penn de Nueva York. New Haven podría lograr esto mediante la construcción de un ramal desde la línea principal de cuatro vías del Ferrocarril de New Haven y el Ferrocarril Central de Nueva York en El Bronx (estos ahora son, respectivamente, la línea New Haven y la línea Harlem del Metro de hoy en día, respectivamente del Ferrocarril Metro–North). El ramal, ahora la sucursal de Port Morris, se dividiría al norte de la estación Melrose en South Bronx, luego se fusionaría con el río Harlem y el ferrocarril Port Chester (HR&PC; ahora parte del Corredor Noreste) justo al norte del río Harlem. El HR&PC pasaría del Bronx a Queens a través del puente de Hell Gate, luego continuaría hacia el sur a través de Queens, y finalmente se conectaría con los túneles del East River y la Estación Pensilvania.
Los túneles de North River y East River corrían casi en línea recta entre Queens y Nueva Jersey, interrumpidos solo por la estación de ferrocarril de Pensilvania propuesta La tecnología para los túneles que conectan con la Estación Pensilvania fue tan innovadora que el PRR envió un túnel real 7 m sección de diámetro de los nuevos túneles del East River a la exposición de Jamestown en Norfolk en 1907, para celebrar el 300 aniversario de la cercana fundación de la colonia en Jamestown. El mismo tubo, con una inscripción que indica que había estado expuesto en la Exposición, se instaló posteriormente bajo el agua y sigue en uso. La construcción se completó en los túneles del río Hudson el 9 de octubre de 1906, y en los túneles del río East el 18 de marzo de 1908. La construcción también progresó en la Estación Pensilvania durante este tiempo. Los trabajadores comenzaron a colocar la mampostería de la estación en junio de 1908; lo habían completado trece meses después.
La estación Penn de Nueva York se declaró oficialmente completa el 29 de agosto de 1910 Una pequeña parte de la Estación Pensilvania se inauguró casi dos semanas después, el 8 de septiembre, junto con la apertura de East River Tunnels. Como resultado, los usuarios del LIRR obtuvieron un servicio ferroviario directo a Manhattan. Antes de la apertura de la Estación Pensilvania, los usuarios del LIRR ingresaban a Manhattan a través de la terminal de ferry de la calle 34, donde podían trasladarse a una estación de transporte elevada. El resto de la estación abrió el 27 de noviembre de 1910. Cien mil personas visitaron la estación durante su primer día de servicio completo, excluyendo a los 25.000 viajeros y pasajeros interurbanos. Con la apertura total de la estación, el PRR se convirtió en el único ferrocarril que ingresaba a Nueva York desde el sur. Todos los detalles arquitectónicos se completaron en octubre de 1911.
Al finalizar la estación, el costo total del proyecto para Pennsylvania Railroad para la estación y los túneles asociados fue de 114 millones de dólares (equivalentes a 2 330 millones en 2020), según un informe de la Comisión de Comercio Interestatal. El ferrocarril rindió homenaje a Cassatt, quien murió en 1906, con una estatua diseñada por Adolph Alexander Weinman en la gran arcada de la estación, posteriormente se trasladó al Museo del Ferrocarril de Pensilvania después de la demolición de la estación. Una inscripción debajo decía:

Alexander Johnston Cassatt·Presidente, Pennsylvania Railroad Company·1899–1906·Cuya previsión, coraje y habilidad lograron·la extensión del Sistema Ferroviario de Pennsylvania·a la ciudad de Nueva York

### Operación

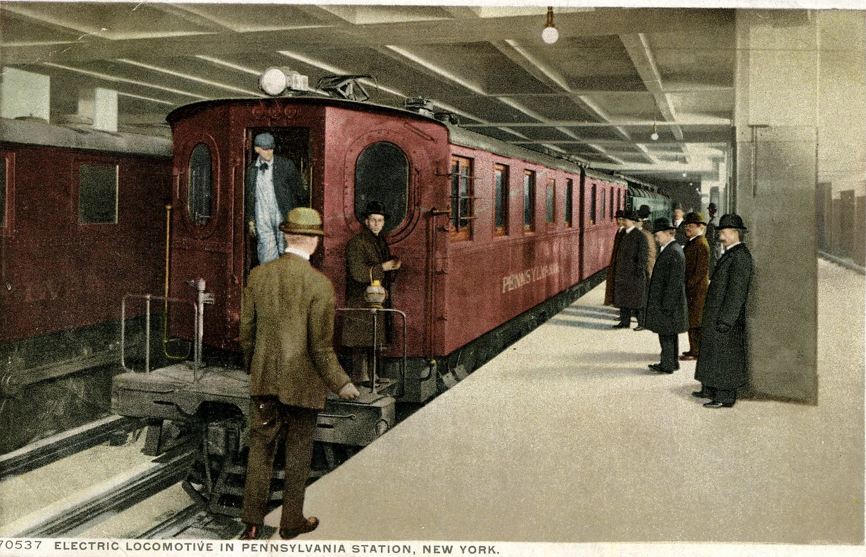
Una de las primeras locomotoras eléctricas llega a la Estación Pensilvania, ca. 1910

Cuando se inauguró la Estación Pensilvania, tenía una capacidad de 144 trenes por hora en sus 21 vías y 11 andenes. Al inicio de operaciones, había 1000 trenes programados todos los días de la semana: de estos, 600 eran del LIRR, mientras que los otros 400 eran del PRR. Los tiempos de viaje de los pasajeros del LIRR se redujeron hasta en media hora. La estación se usó tanto que el PRR pronto agregó 51 trenes a su horario diario. La estación también sirvió trenes de New Haven a los condados de Westchester y Connecticut después de que se abriera el puente de Hell Gate en 1917. Durante medio siglo de funcionamiento, muchos trenes de pasajeros interurbanos llegaban y partían diariamente a Chicago y San Luis, donde los pasajeros podían hacer conexiones con otros ferrocarriles. Junto con los trenes del Ferrocarril de Long Island, la Estación Pensilvania vio trenes de New Haven y los Ferrocarriles del Valle de Lehigh. Un efecto secundario del proyecto del túnel fue abrir la ciudad a los suburbios y, dentro de los 10 años posteriores a la apertura, dos tercios de los pasajeros diarios que pasaban por la Estación Pensilvania eran viajeros. Richard Guy Wilson escribió que "al tomar o encontrarse con un tren en la estación de Pensilvania, uno se convirtió en parte de un desfile".
La estación puso al Ferrocarril de Pensilvania en una ventaja comparativa frente a sus competidores que ofrecían servicio hacia el oeste y el sur. Los ferrocarriles Baltimore & Ohio (B&O), Central of New Jersey (CNJ), Erie y Lackawanna comenzaron sus rutas en terminales en Nueva Jersey, lo que requería que los viajeros con destino a Nueva York usaran transbordadores u otros medios para atravesar el Hudson. Durante la Primera Guerra Mundial y principios de los años 1920, los trenes de pasajeros rivales B&O a Washington D. C., Chicago y San Luis también utilizaron la estación Penn, inicialmente por orden de la Administración de Ferrocarriles de los Estados Unidos, hasta que el Ferrocarril de Pensilvania canceló el acceso de B&O en 1926. Atípico para un edificio público, la Estación Pensilvania estuvo bien mantenido durante su apogeo. Tal era el estado de la estación que cada vez que el presidente de los Estados Unidos llegaba o salía de Nueva York por tren, lo hacía por las vías 11 y 12. La realeza y los líderes de otros países también viajaban a través de la Estación Pensilvania

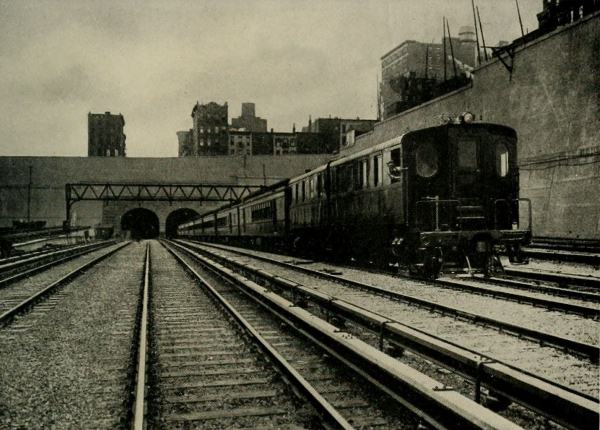
Un tren acercándose a la estación desde Nueva Jersey, 1910

Durante las próximas décadas, se realizaron modificaciones en la Estación Pensilvania para aumentar su capacidad. Se ampliaron el vestíbulo de la LIRR, la sala de espera, las comodidades y las plataformas. Se proporcionaron conexiones a las estaciones de metro de Nueva York en las avenidas Séptima y Octava. La electrificación de la Estación Pensilvania fue inicialmente de tercer riel, que proporcionaba 600 voltios de corriente continua. Más tarde se cambió a catenaria aérea de corriente alterna de 11 000 voltios cuando la electrificación de la línea principal de PRR se extendió a Washington D. C., a principios de los años 1930. La expansión de la electrificación también permitió que el PRR comenzara a operar trenes de cercanías eléctricos desde Trenton a través de Newark a partir de 1933; anteriormente, los trenes de cercanías a vapor continuaban saliendo y terminando en Exchange Place. Para 1935, la Estación Pensilvania había atendido a más de mil millones de pasajeros.
En 1935 se construyó una terminal de autobuses de Greyhound Lines al norte de la Estación Pensilvania, frente a la calle 34. Sin embargo, en una década, esta había entrado en decadencia y era frecuentada por delincuentes de bajo nivel y personas sin hogar. Pronto surgió a su vez la competencia de la Terminal de Autobuses de la Autoridad Portuaria, ubicada siete cuadras al norte de la Estación Pensilvania. Inaugurada en 1950, pretendía consolidar el servicio de autobuses. Greyhound resistió durante casi una década, pero en 1962 cerró la terminal de autobuses de la Estación Pensilvania y se mudó a la Terminal de Autobuses de la Autoridad Portuaria.
La Estación Pensilvania había comenzado a decaer en los años 1930. Su concurrencia aumentó durante la Segunda Guerra Mundial: en 1945, más de 100 millones de pasajeros la usaron. El declive de la estación se produjo poco después con el comienzo de la Era del Jet y la construcción del Sistema de Carreteras Interestatales. El PRR registró sus primeras pérdidas operativas anuales en 1947, y los volúmenes de pasajeros ferroviarios interurbanos continuaron disminuyendo drásticamente durante la próxima década. En los años 1950, su ornamentado exterior de granito rosa se había cubierto de suciedad.
Una renovación a fines de los años 1950 cubrió algunas de las grandes columnas con plástico y bloqueó el espacioso pasillo central con "Clamshell", una nueva taquilla diseñada por Lester C. Tichy. El crítico de arquitectura Lewis Mumford escribió en The New Yorker en 1958 que "nada más que se pudiera hacer a la estación podría dañarla". Los anuncios rodeaban el vestíbulo de la Séptima Avenida de la estación, mientras que las tiendas y los restaurantes estaban abarrotados alrededor del entrepiso del lado de la Octava Avenida. Una capa de tierra cubría el interior y el exterior de la estructura, y el granito rosa estaba teñido de gris. Otra crítica de arquitectura, Ada Louise Huxtable, escribió en The New York Times en 1963: "La tragedia es que nuestros propios tiempos no solo no pudieron producir tal edificio, sino que ni siquiera pueden mantenerlo".

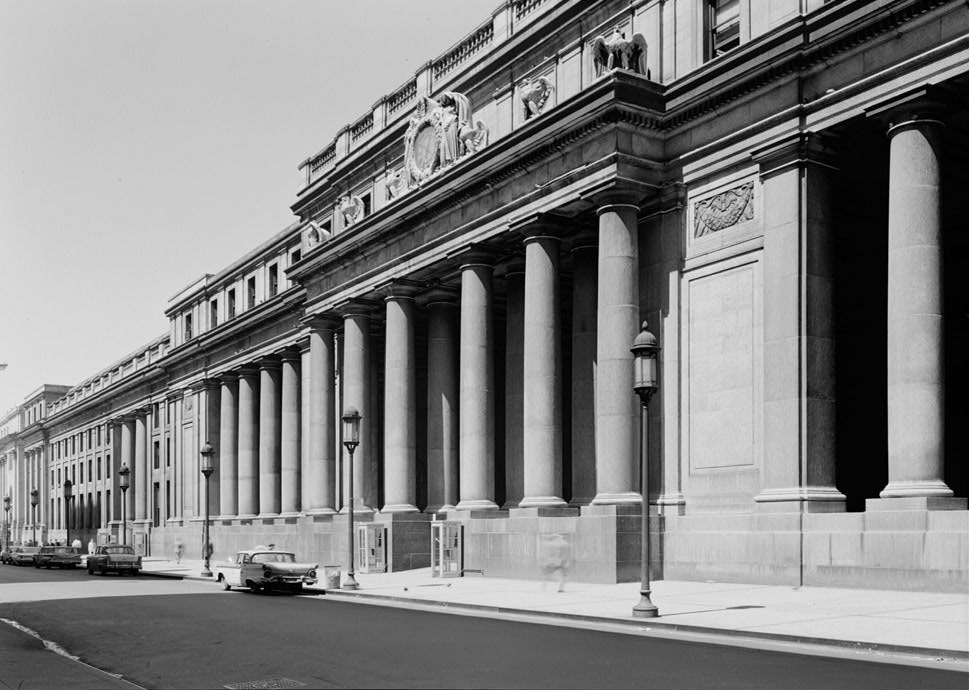
Aspecto en 1962

El Ferrocarril de Pensilvania otorgó los derechos aéreos de la estación Penn de Nueva York al promotor inmobiliario William Zeckendorf en 1954. Anteriormente había sugerido que el sitio de dos cuadras del edificio principal podría usarse para un "world trade center". La opción permitió la demolición del edificio principal y el cobertizo del tren, que podría ser reemplazado por un complejo deportivo y de oficinas. Las plataformas y vías subterráneas de la estación no se modificarían, pero los entrepisos de la estación se reconfigurarían. En 1955 se publicó un proyecto para un "Palacio del Progreso", pero no se actuó en consecuencia.
Los planes para el nuevo Madison Square Garden sobre la Estación Pensilvania fueron anunciados en 1962 por Irving M. Felt, presidente de Graham-Paige, la compañía que compró los derechos aéreos de la Estación Pensilvania. A cambio de los derechos aéreos, el Ferrocarril de Pensilvania obtendría una nueva estación más pequeña, con aire acondicionado, completamente por debajo del nivel de la calle sin costo alguno, y una participación del 25 por ciento en el nuevo Madison Square Garden Complex. Se construiría un hotel de 28 pisos y un edificio de oficinas de 34 pisos, ahora parte de Penn Plaza, en el lado este de la cuadra, frente a la Séptima Avenida. La arena propiamente dicha ocuparía la mayor parte de la cuadra, frente a la Octava Avenida hacia el oeste. En ese momento, un argumento a favor de la demolición de la antigua Estación Pensilvania fue que el costo de mantenimiento de la estructura se había vuelto prohibitivo. Su gran escala hizo que el PRR dedicara una "fortuna" a su mantenimiento, y el exterior de la casa principal se había vuelto algo sucio. Quienes se opusieron a la demolición consideraron si tenía sentido conservar un edificio, destinado a ser una pieza económica y funcional de la infraestructura de la ciudad, simplemente como un monumento al pasado. Como señaló en ese momento un editorial de The New York Times crítico con la demolición, "cualquier ciudad obtiene lo que quiere, está dispuesta a pagar y, en última instancia, se lo merece".
La comunidad arquitectónica en general quedó sorprendida por el anuncio de la demolición de la casa matriz. Los arquitectos modernos se apresuraron a salvar el edificio ornamentado, aunque era contrario a sus propios estilos. Llamaron a la estación un tesoro y corearon "No amputar, renovar" en los mítines. A pesar de la polémica generada por el derribo, Felt afirmó que "cree que la ganancia de los nuevos edificios y polideportivo compensaría con creces cualquier pérdida estética". Explicó: "Dentro de cincuenta años, cuando llegue el momento de derribar [el Madison Square Garden], habrá un nuevo grupo de arquitectos que protestará". A pesar de la gran oposición pública a la demolición de la Estación Pensilvania, el Departamento de Planificación Urbana de Nueva York votó en enero de 1963 para comenzar a demoler la estación ese verano. Los arquitectos protestaron contra la decisión, pero fue en vano.

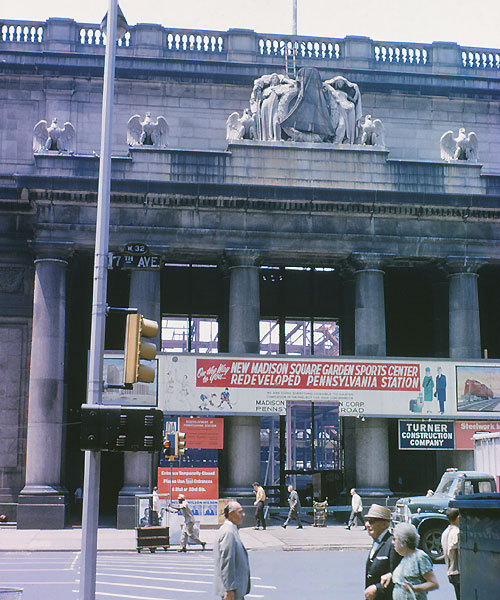
La demolición de 1966

Bajo el liderazgo del presidente de PRR, Stuart T. Saunders (quien luego dirigió Penn Central Transportation), la demolición de la estación sobre el suelo comenzó el 28 de octubre de 1963. Se colocó una plataforma de acero gigante sobre las vías y plataformas, lo que permitió que el servicio ferroviario continuara con solo interrupciones menores. Esto fue posible porque la mayor parte de la infraestructura ferroviaria, incluida la sala de espera, los vestíbulos y las plataformas, estaba por debajo del nivel de la calle. Alrededor de quinientas columnas se hundieron en las plataformas, mientras que los pasajeros fueron conducidos alrededor de áreas de trabajo rodeadas de madera contrachapada. El Madison Square Garden y dos torres de oficinas se construyeron sobre los vestíbulos y el área de espera ampliamente renovados.
Las primeras vigas del Madison Square Garden se colocaron a fines de 1965, y, a mediados de 1966, gran parte de la estación había sido demolida excepto la entrada de la Séptima Avenida. A fines de 1966, se había construido gran parte de la nueva estación. Había tres entradas nuevas: una desde la calle 31 y la octava avenida, otra desde la calle 33 y la octava avenida, y una tercera desde un camino de entrada que corría a mitad de cuadra entre las avenidas séptima y octava desde las calles 31 a 33. Se estaban erigiendo letreros electrónicos permanentes, se estaban renovando tiendas, se estaban instalando nuevas escaleras mecánicas y se habían reabierto las plataformas que se cerraron temporalmente durante las renovaciones. Un anuncio de 1968 mostraba el modelo del arquitecto Charles Luckman del plan final para el complejo Madison Square Garden Center.

#### Impacto
Aunque la demolición de la casa principal se justificó como progresiva en un momento de declive del servicio ferroviario de pasajeros, también generó indignación internacional. Uno de los críticos más abiertos fue Huxtable, quien publicó numerosos editoriales en The New York Times denunciando la demolición de la estación. Cuando comenzó el desmantelamiento de la estructura, ' consejo editorial de The New York Times escribió: "Hasta que cayó el primer golpe, nadie estaba convencido de que la Estación Pensilvania realmente sería demolida, o que Nueva York permitiría este monumental acto de vandalismo". contra uno de los hitos más grandes y mejores de su época de elegancia romana". La fotografía del reportero de The New York Times Eddie Hausner de la escultura Day de Adolph Alexander Weinman, que yacía en un vertedero en New Jersey Meadowlands, inspiró al comisionado de Conservación y Desarrollo Económico de New Jersey, Robert A. Roe, a salvar algunas de las esculturas de la casa principal. El crítico de arquitectura de The New York Times Michael Kimmelman comparó desfavorablemente la demolición de la casa principal con la de la Biblioteca Lenox, destruida para dar paso a la Colección Frick, o el antiguo Waldorf-Astoria, arrasado para la construcción del Empire State Building. Afirmó que rompió una larga tradición de que los neoyorquinos aceptaran que "lo que reemplazó a un edificio querido sería tan bueno o mejor".
La controversia sobre la demolición de la casa principal original se cita como un catalizador del movimiento de preservación arquitectónica en los Estados Unidos, particularmente en Nueva York. En 1965, dos años después de que comenzara la demolición de la Estación Pensilvania, la ciudad aprobó una ley de preservación de monumentos, creando así la Comisión de Preservación de Monumentos de Nueva York. La otra estación de ferrocarril importante de Nueva York, Grand Central Terminal, también fue propuesta para su demolición en 1968 por el propietario de Grand Central, Penn Central. La Grand Central Terminal fue finalmente preservada por la Comisión de Monumentos de la ciudad, a pesar de un desafío fallido de Penn Central en 1978.

### En la actualidad

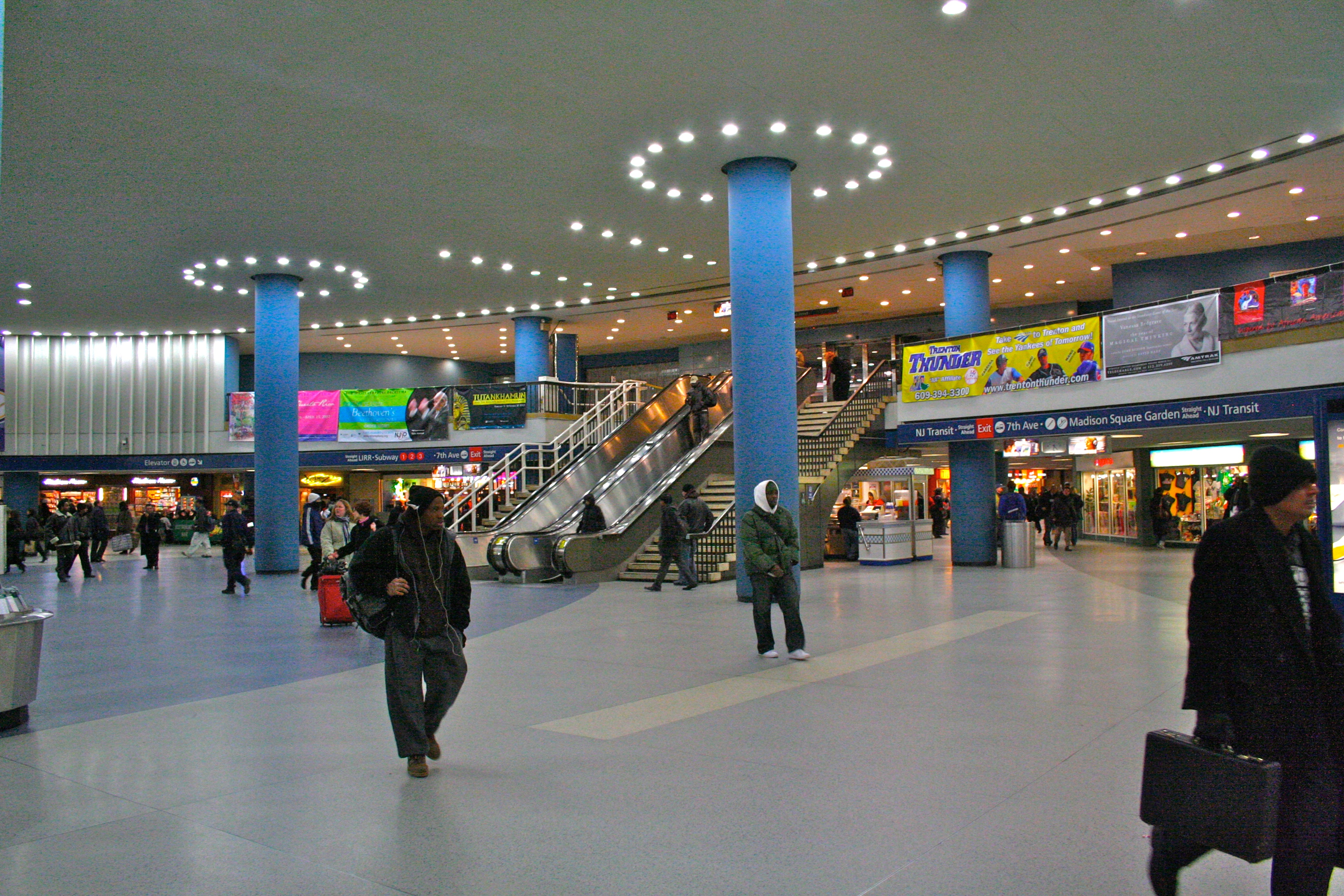
Vestíbulo de Amtrak de la estación moderna

La Estación Pensilvania de reemplazo se construyó debajo del Madison Square Garden en la calle 33 y Two Penn Plaza. La estación abarca tres niveles, con los vestíbulos en los dos niveles superiores y las plataformas de trenes en el nivel más bajo. Los dos niveles de vestíbulos, aunque originales de la estación de 1910, se renovaron ampliamente durante la construcción del Madison Square Garden y se ampliaron en las décadas siguientes. Las vías y plataformas también son en gran parte originales, a excepción de las conexiones de vías más nuevas al West Side Rail Yard y al Amtrak Empire Corridor que sirve a Albany y Búfalo. La estación está organizada en vestíbulos separados para Amtrak, New Jersey Transit (que opera las antiguas líneas de cercanías PRR desde Nueva Jersey) y LIRR.
La recepción general de la estación de reemplazo ha sido en gran medida negativa. Al comparar las estaciones nuevas y antiguas, el historiador de arquitectura de Yale, Vincent Scully, escribió una vez: "Uno entró en la ciudad como un dios; uno se escabulle ahora como una rata". A pesar de haber sufrido mejoras desde los años 1960, la Estación Pensilvania es criticada como una "catacumba" de techo bajo que carece de encanto, especialmente en comparación con la Grand Central Terminal, más grande y más ornamentada. The New York Times, en un editorial de noviembre de 2007 que apoyaba el desarrollo de una terminal ferroviaria ampliada, dijo que "los asediados clientes de Amtrak ... ahora se escabullen a través de salas subterráneas desprovistas de luz o carácter."
El reportero de tránsito del Times, Michael M. Grynbaum, escribió que la Estación Pensilvania era "la fea hijastra de las dos grandes terminales ferroviarias de la ciudad". En una línea similar, Michael Kimmelman escribió en 2019 que, si bien reducir el tamaño de la Estación Pensilvania y moverla bajo tierra puede haber tenido un mínimo de sentido en ese momento, en retrospectiva fue una señal de que Nueva York "desdeñaba su glorioso pasado arquitectónico". También afirmó que la estación remodelada no se corresponde con su condición de principal puerta de entrada ferroviaria a Nueva York.
A principios de los años 1990, el senador estadounidense Daniel Patrick Moynihan comenzó a promover un plan para reconstruir una réplica de la histórica la Estación Pensilvania; había limpiado zapatos en la estación original durante la Gran Depresión. Propuso construirlo en el cercano edificio de la oficina de correos de Farley. En 1999, el senador Charles Schumer patrocinó y aprobó una legislación que nombró formalmente la instalación aún por construir como "Estación Daniel Patrick Moynihan" en su honor. El proyecto, desde entonces rebautizado como "Moynihan Train Hall", se dividió en dos fases. La primera fase, West End Concourse, se inauguró en la parte este de la antigua oficina de correos en junio de 2017. La segunda fase, que consistió en expandir las instalaciones de la Estación Pensilvania a partes de la propia oficina de correos, se inauguró en enero de 2021.

## Elementos sobrevivientes
Tras la demolición de la Estación Pensilvania original, muchos de sus elementos arquitectónicos se perdieron o quedaron enterrados en New Jersey Meadowlands. Algunos elementos fueron rescatados y reubicados. Otros permanecen en la estación actual: algunos fueron cubiertos, mientras que otros son visibles en la estación actual.

### Adornos y arte

#### Águilas
De las 22 esculturas de águila alrededor del exterior de la estación, se conocen las ubicaciones de las 14 águilas independientes más grandes. Quedan tres en Nueva York: dos en Penn Plaza a lo largo de la Séptima Avenida que flanquean la entrada principal, y una en Cooper Union, la alma mater de Adolph Weinman. La de Cooper Union se había ubicado en el patio de la Escuela de Ingeniería Albert Nerken en 51 Astor Place, pero se trasladó en el verano de 2009, junto con la escuela de ingeniería, a un nuevo edificio en 41 Cooper Square. Esta águila ya no es visible desde la calle, pues está en la cubierta verde del octavo piso.
Tres águilas están en Long Island: dos en la Academia de la Marina Mercante de los Estados Unidos en Kings Point, y una en la estación LIRR en Hicksville. Cuatro se encuentran en Market Street Bridge en Filadelfia frente a la Estación de la Calle 30. También hay águilas individuales en cuatro lugares. Una está cerca de la zona de anotación en el campo de fútbol de Hampden-Sydney College cerca de Farmville. Otra, en los terrenos del Zoológico Nacional en Washington D. C. Las otras águilas individuales están en Vinalhaven y en la Academia Militar de Valley Forge en Valley Forge.
De las ocho águilas más pequeñas que rodeaban las cuatro esculturas del Día y la Noche, se contabilizan cuatro. Dos están en la entrada de Skylands en Ringwood. Las otras dos son parte de la Fuente Conmemorativa Eagle Scout en Kansas City. La familia de Albert Fritsch, quien fue mecánico del PRR, posee un fragmento de otra águila.

#### EsculturasDayyNight

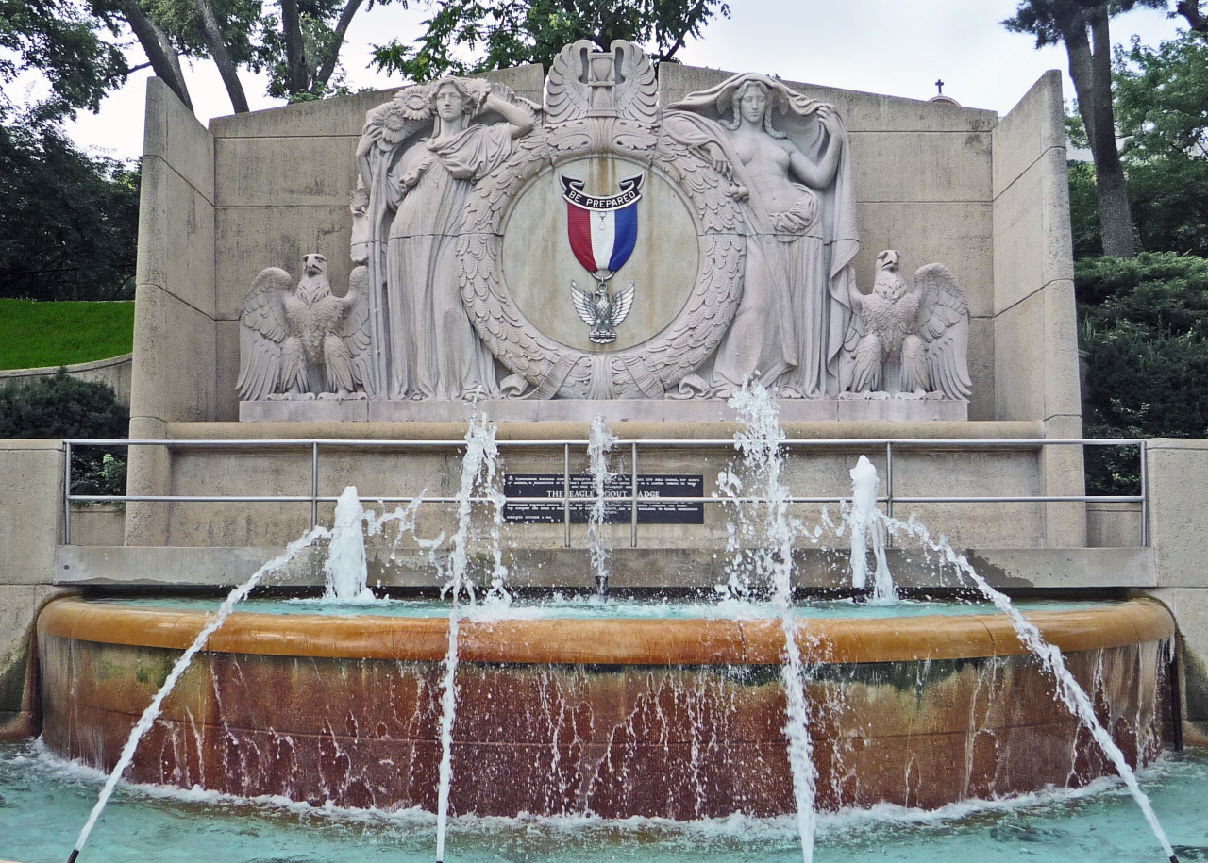
La fuente conmemorativa de Eagle Scout, en Kansas City, tiene un grupo de esculturas completas e intactas de Day y Night de la estación, incluidas las pequeñas águilas y el reloj de arena alado.

Se han localizado tres parejas de las esculturas Day y Night (Día y Noche). Una de las cuatro parejas de Day y Night aún sobrevive completa en la Fuente Conmemorativa Eagle Scout de Kansas City. Una escultura de Night se trasladó al jardín de esculturas del Museo de Brooklyn. Otro de estos pares, recuperado por Robert A. Roe, se almacenó en el Parque Estatal Ringwood en condado de Passaic.
A fines de los años 1990, New Jersey Transit quería instalar las esculturas en la estación de Newark Broad Street. Pero esto no sucedió, y un escritor del sitio web Untapped Cities encontró las encontró en un estacionamiento de Newark a mediados de 2017. Otra escultura de Day fue hallada en 1998 en la planta de Con-Agg Recycling Corporation en el Bronx; la escultura dañada había estado almacenada en la planta de reciclaje desde al menos mediados de los años 1990.

#### Otros artefactos
El Museo de Brooklyn también posee parte de una de las columnas jónicas de la estación, así como algunas de sus placas. La mayor pieza que se sabe que se ha salvado es una columna dórica de 10,7 m que fue transportada a Woodridge hacia 1963. Estaba destinada a un colegio sin construir, el Verrazano College. Sin embargo, la columna permaneció en Woodridge una vez que se canceló la constriucción, pues la columna era muy difícil de transportar. Además, se suponía que 18 de las 84 columnas se colocarían en Battery Park en el Bajo Manhattan. Sin embargo, fueron arrojadas a un vertedero en Nueva Jersey.
La estatua de Samuel Rea todavía existe y se encuentra fuera de la entrada moderna de la estación Penn en la Séptima Avenida.

### Características de diseño
Otros pequeños detalles arquitectónicos permanecen en la estación. Todavía existen algunas de las escaleras originales al nivel de la plataforma, con pasamanos de latón y hierro, aunque otras han sido reemplazadas por escaleras mecánicas. La partición original de hierro fundido que separa el área de espera del Ferrocarril de Long Island en el vestíbulo inferior se descubrió durante las renovaciones en 1994. El granito original queda expuesto de vez en cuando en corredores muy transitados donde los pisos modernos se han desgastado, y las áreas de espera y las taquillas modernas ocupan aproximadamente los mismos espacios que la configuración original de 1910. También existen vestigios de la calzada de entrada norte. La estación moderna aún mantiene los cimientos estructurales de la estación original. Desde el nivel de la plataforma, las luces de la bóveda de vidrio aún se pueden ver incrustadas en el techo (el piso de la explanada inferior) que una vez dejaban pasar la luz a través de la explanada desde los techos de vidrio del cobertizo del tren original.

### Penn Station Services Building
El Penn Station Services Building (lit. edificio de servicios de la estación Penn), ubicado justo al sur de la estación en 242 West 31st Street entre las avenidas Séptima y Octava, fue construido en 1908 para proporcionar electricidad y calefacción a la estación. Mide 49 m de largo por 26 m de altura, con una fachada de granito rosa de estilo dórico romano, y fue fua asimismo diseñado por McKim, Mead & White. Un muro corre de norte a sur, dividiéndolo en dos, con calderas generadoras de energía al oeste del muro y equipos de distribución de energía y oficinas al este.
La estructura sobrevivió a la demolición del edificio principal, pero se degradó para que solo proporcionara aire comprimido para los interruptores en los enclavamientos debajo de la estación. En enero de 2020, se propuso una expansión hacia el sur de la Estación Pensilvania, que se llamaría Penn South. La propuesta expandiría el área de las vías hacia el sur hasta la calle 30 West y requeriría la demolición de toda la cuadra sobre la cual se ubica el edificio.

## En la cultura popular
La estación original apareció en varias películas. Por ejemplo, Applause de Rouben Mamoulian de 1929 la mostraba en una escena entre el personaje principal y su hija. Varias escenas de la película de 1945 The Clock también tienen lugar en la estación de Pensilvania, aunque se rodaron en el MGM Stage 27 debido a las limitaciones de costos de la Segunda Guerra Mundial. Por el contrario, la película de Alfred Hitchcock de 1951 Strangers on a Train, que tiene una escena de persecución en la estación de Pensilvania, fue filmada en el lugar. La explanada de vidrio también se muestra en las escenas iniciales y finales de la película negra El beso del asesino de Stanley Kubrick de 1955.
Después de la demolición de Estación Pensilvania, se recreó para una escena en la película de 2019 Motherless Brooklyn. Los efectos visuales se combinaron con un escenario real y actores vestidos de época, aunque la versión que se muestra refleja su imagen más prístina en las décadas de 1920 y 1930 en lugar de su estado más ruinoso de 1957, que es cuando se desarrolla la trama de la cinta.

## Galería

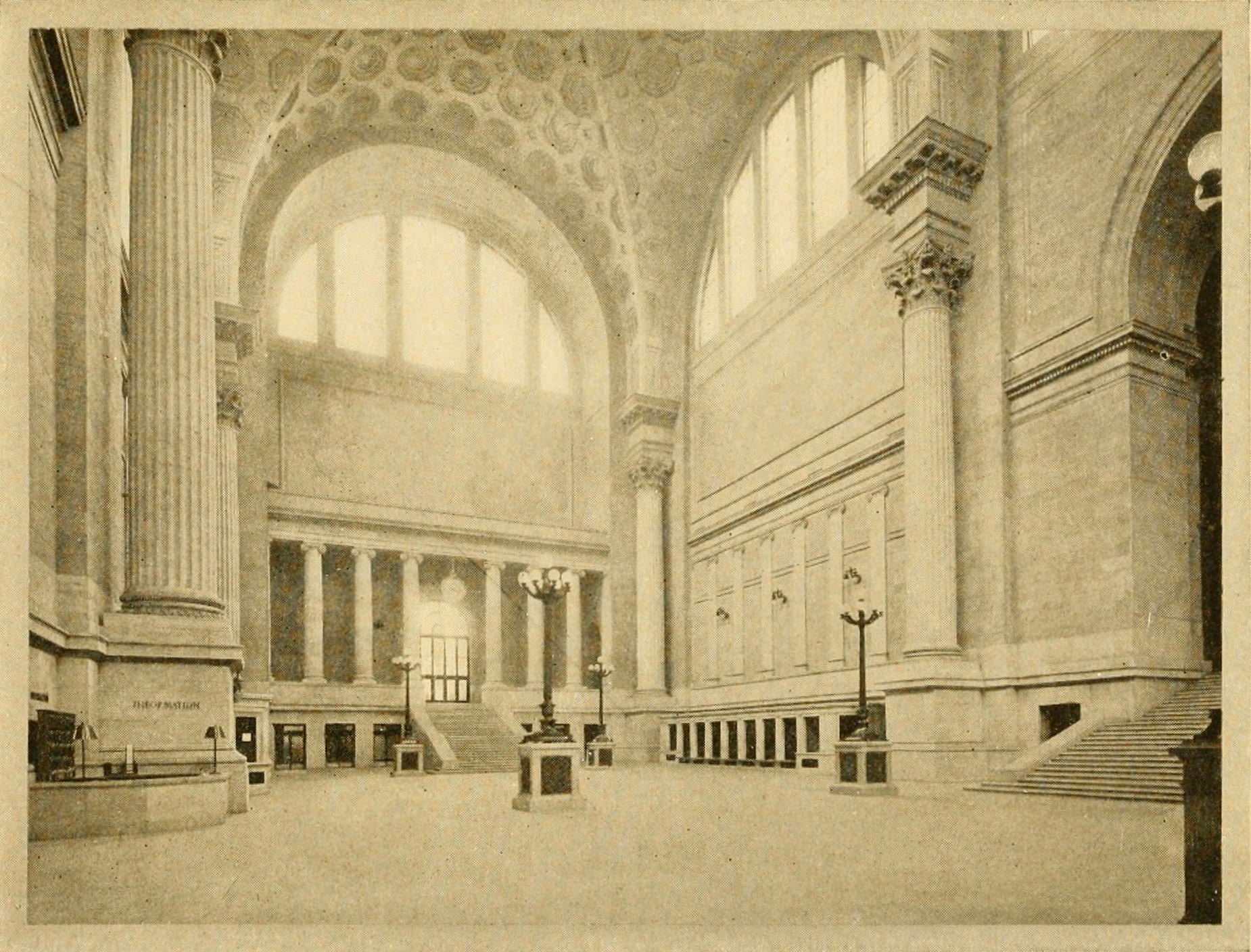
La sala de espera principal
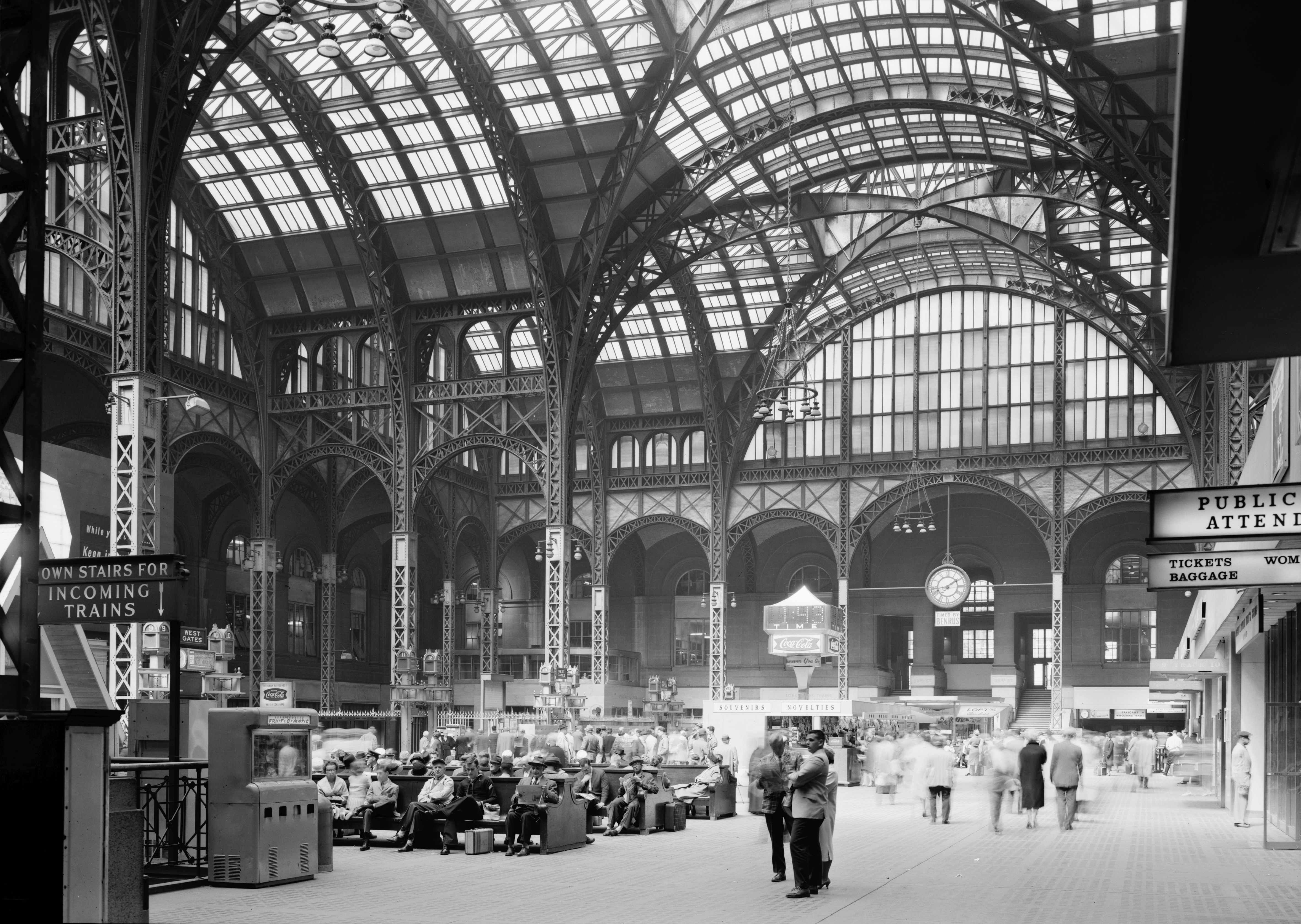
El vestíbulo
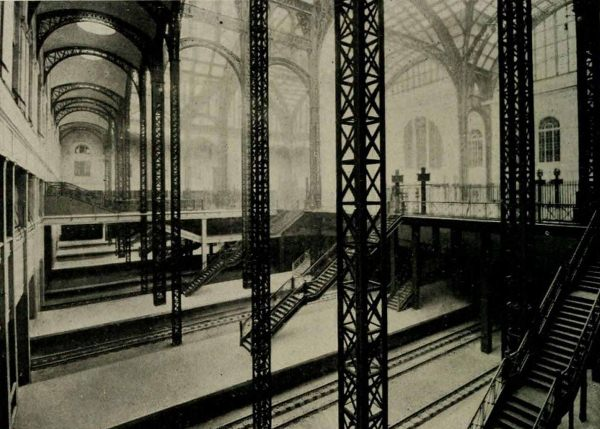
La explanada y las escaleras de acceso a las vías.
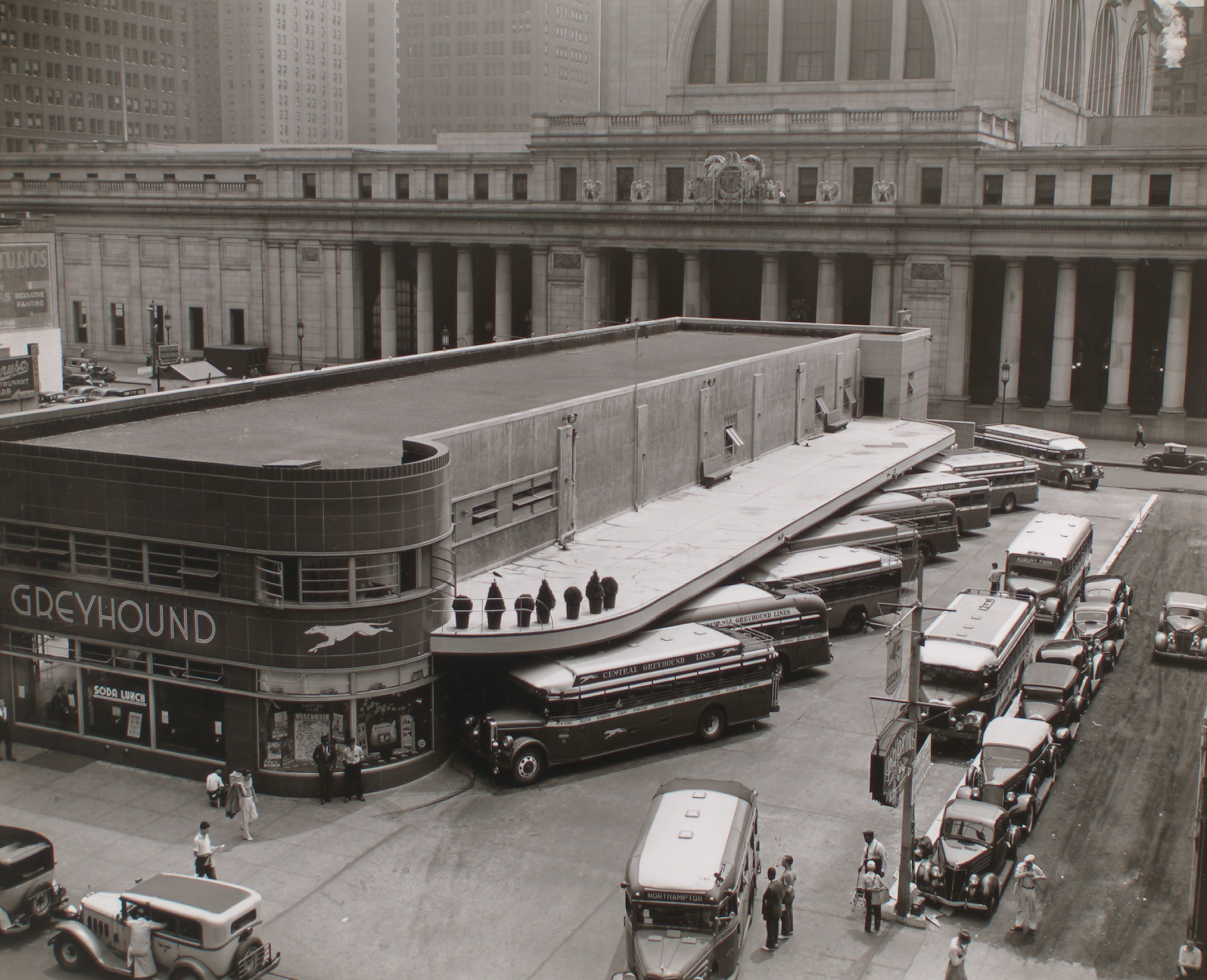
La antigua terminal de autobuses Greyhound junto a la estación